# アヴァス通信社
アヴァス通信社（Agence Havas）は、ユダヤ系フランス人のシャルル＝ルイ・アヴァスが、1835年に創業したフランスの通信社である。近代的通信社の先駆として、また世界屈指の通信社として、およそ100年間にわたり影響力を保ち続けたが、1940年に解体した。
AFP通信社及び広告代理店「アヴァス」の母体となった企業である。

## 創業
アヴァス通信社の創業者シャルル＝ルイ・アヴァス（Charles-Louis Havas、1783年 - 1858年）は、若い頃からフランス軍の大本営発表を新聞社に配信したり、御用新聞「ガゼット・ド・フランス」の経営に携わったりしてきた人物である。1825年には、主要都市の通信員に株式、商品市場相場などのニュースを郵送させ、これを翻訳・編集して購読者に配布した。
アヴァスは1832年8月に「アヴァス事務所 (Bureau Havas) 」を設立した。3年後の1835年、翻訳通信社2社を吸収し、「アヴァス通信社 (Agence Havas) 」をパリで創業した。
翌年7月に創刊された大衆紙、「ル・シエクル (Le Siécle) 」及び「ラ・プレス (La Presse) 」がアヴァスと購読契約を締結したことで、社業は安定した。またこの頃、ユダヤ系ドイツ人ベルンハルト・ヴォルフ（Bernhard Wolff）や同じくユダヤ系ドイツ人イズラエル・ビア・ヨザファット（Israel Beer Josaphat：のちにポール・ジュリアス・ロイター (Paul Julius Reuter) に改名）らを翻訳スタッフとして採用した。
ヴォルフは1849年に「ヴォルフ電報局 (Wolffs Telegraphisches Bureau) 」を、またロイターは1851年に「ロイター (Reuters) 」を、それぞれ設立した。3社は共に世界的規模を誇る通信社に成長し、時に協力して新興勢力の追い落としを図りながら、熾烈な争いを展開することとなる。

## 成長
1840年、アヴァスはパリ - ブリュッセル間及びパリ - ロンドン間を結ぶ伝書鳩便を開始した。この頃の情報伝達手段としては、馬車便や飛脚便、あるいは腕木通信（セマフォール：sémaphore）が一般的であったが、伝書鳩便の伝達速度はこれらの手段に比べて簡便、もしくは高速であり、半日ほどで2都市間をまたぐことを可能にした。この結果パリの夕刊紙は、ブリュッセルやロンドンの朝刊記事をその日のうちに掲載できるようになり、アヴァスには記事提供の依頼が多く舞い込んだ。これがアヴァスの商業的成功の端緒となった。
19世紀中葉にはヨーロッパの主要都市を結ぶ電信線が相次いで敷設されるが、短い寿命や高額な通信料、また相次ぐ電線切断事故が顧客に敬遠され、しばらくは伝書鳩の時代が続いた。
また、アヴァスは自社を脅かす勢力の台頭に備えて国王ルイ・フィリップに接近し、資金援助を受けることに成功した。第二帝政期にはナポレオン3世の新聞規制により、フランス国内の政治報道は事実上アヴァスが独占した。
こうしたアヴァスの専横は、同業他社らの反発を招いた。作家のバルザック (Honoré de Balzac) は、政府の意に沿ったニュースを新聞社に押し付けているなどとして、アヴァスを激しく指弾した。

## 広告兼業
創業者シャルルを継いだ息子のオーギュスト (Auguste Havas) はパリの広告代理店SGA (Société Génélale d'Annonces) と結び、広告部門を設立した。専ら購読料に頼ってきた新聞社は、その多くが苦しい経営を迫られており、ニュースを通信社から購入することも覚束なかった。アヴァスは新聞社に記事を提供する代わりに広告枠を引き受けさせることで、新たな顧客を獲得した。
こうして広告業者として成功したアヴァスは、「ル・ブルタン・ド・パリ (Le Bulletin de Paris) 」「ラ・コレスポンダンス・ブリュ (La Correspondance Bulluier) 」及び「ラ・フランツォシシュ・コレスポンデンツ (La Französische Korrespondenz) 」の経営も行った。1930年代には、国内新聞の広告枠のうち80%がアヴァスによって占められていたという。これは、アヴァスが新聞社の方針をも左右するほどの発言権を有することを意味し、そのため批判の声も出た。

## 世界分割
1856年、アヴァスはヴォルフ及びロイターと、相場情報などの経済ニュースを相互に交換する暫定協定を締結した。1859年（ロイター社内報によれば1858年）には、一般ニュースの分野も含めた相互交換を約する正式協定を締結。この協定では同時に、3社が独占的に取材・配信できる地域が以下のように定められた。
- アヴァス：フランス、スペイン、イタリア、地中海東部沿岸地域
- ヴォルフ：ドイツ、ロシア、北欧、スラヴ諸国
- ロイター：イギリス帝国、非ヨーロッパ圏

この協定が成立したのちも、勢力圏拡大を目論む3社は互いに合従連衡を続けた。アヴァスは1867年、ヴォルフと単独協定を締結。またロイターと結んで、ウィーンのコレスポンデンツ・ビューロー (K.K. Telegraphen Korrespondenz-Bureau) とも契約を締結した。これにより、アヴァスはオーストリア・ハンガリー帝国のニュースを得る代わりに、フランス、イタリア、スペイン、ポルトガル、イギリス、ベルギー、オランダ、ルクセンブルク、北欧、ロシア、ドイツ、アジア、アフリカ、オーストラリア及びニュー・ヨーク株式市場のニュースを提供することとなった。
1870年、3社は1859年の勢力圏分割協定を改定し、世界市場の3社独占はいよいよ磐石なものとなった。

## 中南米進出
1869年11月4日、アヴァスはロイターと「共同出納協定 (The joint purse agreement) 」を締結した。両社の合併を約したこの協定は1870年1月1日に発効し、有効期間は20年とされた。協定に基づき1874年、アヴァスはロイターと共同で南米に進出。ブエノス・アイレスやモンテヴィデオに支局を置き、政治ニュースはアヴァスが、経済ニュースはロイターが担当した。
しかし、ロイターは単独で展開していた電信送金事業に失敗。蒙った損失の半分を引き受けるようアヴァスに求めたが、これをアヴァスが拒否したことを切っ掛けとして両者は決裂し、2年後の1876年5月に共同事業は終了した。以後アヴァスは、南米諸国に設置した共同支局や、ロイターがチリに設置した支局を接収。同時にロイター本社内には「南アメリカ支局」を新設して、南米市場での独占的地位を確立した。これにより、アヴァスはヴォルフやロイターを凌ぐ世界最大の通信社として君臨した。
1893年の勢力圏分割協定では、米国の新興勢力AP (Associated Press) が参加。アヴァス、ヴォルフはロイターを通じてのみAP電を入手でき、APはロイターを通じてのみアヴァス電やヴォルフ電を入手できるとされた。また、APは米国で3大通信社のニュースを独占配布する権利を獲得したが、ヨーロッパや南米での権益は一切認められなかった。
こうした扱いに不満を持ったAP は、権益拡大を強硬に主張した。1902年10月15日、パリで4社代表が会談し、新4社協定を締結。アヴァスは中米やハワイ、フィリピンをAPと共有することを容認した。

## APの追撃
1914年に第一次世界大戦が勃発すると、アヴァスは政府発表記事を積極的に海外に配信した。だが、ヴォルフが配信するドイツ政府の発表記事を黙殺したことから、特に南米地域で反発を招いた。
これを見たAPは、再び南米市場を狙ってアヴァスとの直接交渉に乗り出した。大戦終結直前の1918年11月8日、両者は協定を締結した。協定では、アヴァスから記事を受信している南米の新聞社がAPに乗り換えた場合、アヴァスが蒙った損失分をAPは補償することとされた。こうした厳しい条件ながら、APは南米進出の糸口をつかみ、対してアヴァスは、長く独占してきた金城湯池を巡る競争に曝されることとなった。
翌月、4社は新10ヶ年協定に調印した。敗戦国の通信社となったヴォルフは勢力圏を国内に限定され、アヴァスとロイターがヨーロッパ市場を手中に収めた。アヴァスとロイターは、この協定に沿って1921年末に結成された世界通信社連盟 (World League of Press Associations) の盟主として、ニュース交換に絶大な影響力を及ぼした。
この間、APはなおも南米市場の開放を主張して、アヴァスに執拗な要求を続けた。強大な勢力に成長していたAPの要求に屈したアヴァスは1922年9月、APと新協定を締結し、APがアヴァスに対して負っていた損失補償の義務が撤廃された。

## 退潮
APは1927年の理事会決議に基づき、1930年12月31日、ロイターに4社協定の破棄を要求した。1932年にロンドンで開催された4社会談の結果、1934年に協定は正式に破棄された。
市場が自由化されると、アヴァスは中国市場への本格進出を図り、ロイターやタス (Telegrafonie Agentstvo Sovietskovo Soyuza) と競合した。また、東欧市場では、ナチス・ドイツの宣伝相ゲッベルスによる新聞社買収攻勢に遭った。
また、1929年に始まった世界恐慌はアヴァスの屋台骨を揺るがしていた。広告部門こそ黒字を維持したものの、報道部門の赤字は1935年には125万フランにのぼった。

## 解体
1940年6月、フランスはドイツに降伏した。ヴィシー政権の首班フィリップ・ペタンはナチスの要求に基づき、同年9月27日付の政令でアヴァスの報道部を「フランス情報局 (Office Francais d'Information, OFI) 」に改め、11月13日にフランス政府に接収した。
亡命政権「自由フランス」を率いるシャルル・ド・ゴールは、アヴァスの元役員ルイ・ジョクス (Louis Joxe) を長として、「自由フランス国家委員会 (Comité Francais Liberation Nationale) 」を設立した。また、アヴァスのロンドン支局を「独立フランス通信社 (Agence Francaise Independante, AFI) 」に改組し、ロイターと提携させた。また、ヴィシー政権に反対する元社員らは、レジスタンスの情報機関と結んで「報道・記録通信社 (Agence d'Information et de Documentation, AID) 」を組織した。

## 再編
連合国軍が北アフリカに上陸すると、ヴィシー政権から離反する現地在住のフランス人が相次いだ。OFIの現地支局は本社から独立して「フランス・アフリカ通信社 (Agence France-Afrique, AFA) 」となった。ド・ゴール治下のアルジェでは1944年3月、アヴァスのロンドン支局長を務めたポール・ルイ・ブレ (Paul-Louis Bret) が AFIとAFAとを合併し、「フランス通信社 (Agence Francaise de Presse, AFP) 」を設立した。同年8月25日にパリが解放されるとAIDなどとも合併し、9月30日付けの政令によって現在の「AFP (Agence France-Presse) 」に改称した。

## 年表
- 1832年8月 - シャルル＝ルイ・アヴァス、パリでアヴァス事務所 (Bureau Havas) を開設
- 1835年 - アヴァス事務所、アヴァス通信社 (Agence Havas) に改称
- 1852年 - シャルル＝ルイ・アヴァスの息子オーギュスト・アヴァス、社業を継承
- 1856年 - アヴァス、ヴォルフ、ロイターによる経済ニュース交換協定（以下「3社協定」）締結
- 1859年7月15日 - 3社協定を改定。交換対象を一般ニュースに拡大、暫定協定を正式協定に進展
- 1861年 - エジプトに進出
- 1869年
  - 5月30日 - ロイターと共に、コレスポンデンツ・ビューロー (K.K. Telegraphen Korrespondenz-Bureau)とニュース交換契約締結
  - 10月27日 - ヴォルフと3ヵ年契約締結
  - 11月4日 - ロイターと「共同出納協定 (The joint purse agreement) 」及び合弁会社設立協定を締結
- 1870年1月17日（2月1日説あり） - 3社協定を改定
- 1874年8月1日 - ロイターと共同でリオ・デ・ジャネイロに進出
- 1875年9月29日 - ポール・ジュリアス・ロイター、AP副支配人ヒューストン (James C. Huston) と会談。3大通信社のニュースとAP電をロンドンで相互に交換する契約を締結
- 1876年5月20日 - アヴァス、ロイターによる2社協定締結。中南米におけるロイターとの協力体制を解消し、アヴァスの勢力圏を仏、西、葡、伊、南米、及びこれらの植民地、ロイターの勢力圏を英、豪、印、中（清）、日、海峡植民地、蘭、ハンブルク、及びこれらの植民地と規定
- 1879年7月 - 広告代理店SGA (Société Générale d'Annonces) を分離、自らは株式会社化。以後アヴァスは地方紙を、SGAはパリ市内の新聞を相手に広告事業を展開
- 1890年
  - 1月17日 - 3社協定を改定。ギリシアをアヴァスとロイターが共有
  - 12月 - ローマに特派員常駐
- 1891年 - ウィーンに特派員常駐
- 1893年3月20日 - 3社協定を改定。APにアメリカ本土や属領の権益を認め、4社協定体制に移行
- 1898年10月15日 - 3社協定を改定（1900年発効）。カナダや中米をアヴァスとAPとが共有。交渉不参加のAPが反発
- 1902年
  - 10月5日 - 4社協定を改定（1903年発効）。カナダや中米をアヴァスとAPとが共有
  - 12月 - 米州担当役員アンリ・ウサイ (Henri Houssaye) の甥シャルル・ウサイ (Charles Houssaye) がブエノス・アイレス支社に着任
- 1903年5月 - モントリオールの新聞社 (La Presse) と契約締結
- 1909年
  - 7月 - 3社協定に調印
  - 11月 - 4社協定を更新。モロッコをアヴァスの勢力圏とし、セルビア、モンテネグロなどをヴォルフ及びロイターと共有
- 1913年
  - 9月 - APビル内に支局設置。南米へのニュース配信をロンドン支局から継承
  - 11月 - サンクトペテルブルクに特派員を派遣
- 1914年8月30日 - アルジェンティンの有力紙「プレンサ (Prensa) 」及び「ナシオン (Nacion) 」、受信契約の破棄をアヴァスに通告。2年後、UPに乗り換える
- 1918年
  - 11月18日 - APと2社協定を締結。条件付きでAPの南米進出を容認
  - 12月20日 - 4社協定を改定（1919年発効）。APに南米の権益を認め、ヴォルフの海外権益を剥奪
- 1919年1月18日 - ロイターとの2社協定を改定。北米や北欧、東欧諸国を両者で共有
- 1920年3月23日 - 広告代理店SGAを再合併
- 1922年9月 - APと2社協定を締結
- 1927年8月26日 - 4社協定を改定。南米をアヴァスとAPとが共有することを確認、APが3社に負っていた通信格差料金支出義務を廃止
- 1929年10月 - 南米、極東にニュース放送を開始
- 1931年
  - 4月24日 - フランス政府、アヴァスの対外放送に対し月額80万フランの補助金支出を決定
  - 10月 - 日本の新聞聯合社とニュース交換協定を締結
- 1932年2月23日 - 4社による会談開催
- 1934年4月1日 - 4社協定破棄
- 1938年7月11日 - フランス外相ボネ (Georges Bonnet) 、アヴァス報道部門に対する10年間の損失補填を決定
- 1940年
  - 7月10日 - 本社をヴィシーに移転
  - 9月27日 - フランス政府、アヴァスの報道部を「フランス情報局 (Office Francais d'Information, OFI) 」に改組
  - 11月13日 - フランス政府、フランス情報局を接収
- 1944年
  - 3月 - AFIとAFAが統合、「Agence Francaise de Presse」発足
  - 9月30日 - 「Agence Francaise de Presse」、「Agence France-Presse」に改称